# Rada Jedności Narodowej
Rada Jedności Narodowej – reprezentacja polityczna Polskiego Państwa Podziemnego powstała z 8 stycznia na 9 stycznia 1944 w wyniku przekształcenia Krajowej Reprezentacji Politycznej, działała do 1 lipca 1945. Organ będący konspiracyjnym surogatem polskiego parlamentu.

## Historia
Rada Jedności Narodowej powstała w wyniku przekształcenia istniejącego wcześniej podobnego organu pod nazwą Krajowej Reprezentacji Politycznej, w skład którego wchodzili przedstawiciele czterech największych polskich partii politycznych, tworzących tzw. „grubą czwórkę”. Były to:
- Polska Partia Socjalistyczna (PPS), do maja 1944 roku posługująca się konspiracyjnym kryptonimem „Wolność, Równość, Niepodległość” (PPS-WRN),
- Stronnictwo Ludowe (SL),
- Stronnictwo Narodowe (endecja, SN),
- Stronnictwo Pracy (chadecja, SP).

W myśl „Dekretu o tymczasowej organizacji władz na ziemiach Rzeczypospolitej” uchwalonego przez Radę Ministrów w dniu 30 lipca 1942 roku i podpisanego przez Prezydenta 1 września tego roku skład Rady Jedności Narodowej, jako organu doradczego i opiniodawczego Delegata Rządu miał być powołany uchwałą Rady Ministrów na wniosek Politycznego Komitetu Porozumiewawczego. Delegat Rządu Jan Jankowski i stronnictwa Krajowej Reprezentacji Politycznej nie czekając na odpowiednie decyzje Rządu zdecydowali o powołaniu RJN informując o tym Rząd 9 stycznia 1944 r. Taki tryb postępowania tłumaczył w depeszy do premiera Stanisława Mikołajczyka, iż wobec utworzenia przez komunistów Krajowej Rady Narodowej „zaszła konieczność powołania natychmiast RJN”. Faktycznie chodziło również o przejęcie inicjatywy politycznej przez Kraj o czym mówił na posiedzeniu Prezydium i Komisji Główne RJN Kazimierz Pużak stwierdzając „Jest (...) potrzebna nasza własna linia polityczna, a nie tylko kroczenie drogą narzuconą przez rząd w Londynie”.
Utworzenie RJN nie przyniosło spodziewanych rezultatów propagandowych. Szef Biura Informacji i Propagandy AK oceniał w marcu 1944 r.: „Tempo i sposób załatwienia tak palących spraw jak (...) utworzenie RJN jest wręcz kompromitujące i dyskwalifikujące autorów i reżyserów (...). Te spóźnione i połowiczne pociągnięcia (...) spadły do znaczenia jakiegoś bicia w dzwony dla ugaszenia pożaru. Są (...) blade i bez wyrazu”.
15 marca RJN ogłosiła deklarację programową O co walczy naród polski? (w odpowiedzi na odezwę PPR O co walczymy?), zawierającą program przebudowy społeczno-gospodarczej. Program ten spotkał się z gwałtowną krytyką ze strony wchodzącego w skład RJN Stronnictwa Narodowego, które zarzucało deklaracji radykalizm społeczny i chęć „wymalowania Polski od dołu do góry na czerwono”. Odmienne podejście do sprawy reform społeczno-gospodarczych, jak również stosunku powojennej Polski do mniejszości narodowych ze strony chadeków, ludowców i socjalistów oraz narodowców uwidoczniło wielkie różnice polityczne, które zawsze ich dzieliły. Były one tak silne, że w każdej chwili mogły doprowadzić do rozłamu w RJN, której członków łączył tylko taktyczny interes i obawa przed PPR.
Pod koniec maja 1944 r. Dowódca AK w meldunku do Londynu stwierdzał, iż „izolowanie” PPR od społeczeństwa i innych grup politycznych nie powiodło się; nie udało doprowadzić się do „konsolidacji wszystkich polskich grup politycznych” – anty – PPR w ramach RJN. w tym samym czasie Komenda główna AK donosiła „Radykalizm mas oraz nacisk Sowietów zwiększa atrakcyjność grup poza RJN”.
22 lutego 1945 r., zmuszona koniecznością przyjęła decyzje konferencji jałtańskiej w sprawie polskiej i jednocześnie wyraziła gotowość udziału w powołaniu Tymczasowego Rządu Jedności Narodowej.
W marcu 1945 r. część członków RJN została aresztowana przez NKWD i w czerwcu 1945 r. bezprawnie osądzona w procesie szesnastu w Moskwie. RJN została odbudowana w mniejszym składzie, a jej przewodniczący zmieniali się co miesiąc. Na posiedzeniu 3 maja 1945 ukonstytuowała się Komisja Główna RJN w składzie: Jan Matłachowski ze Stronnictwa Narodowego, Stanisław Wójcik ze Stronnictwa Ludowego, Józef Kwasiborski ze Stronnictwa Pracy i Zygmunt Zaremba z PPS. Piąte miejsce (zajmowane rotacyjnie) zarezerwowano dla przedstawiciela Zjednoczenia Demokratycznego albo „Ojczyzny” bądź „Racławic”.
Na kolejnym posiedzeniu 7 maja przedstawiciel Stronnictwa Ludowego Stanisław Wójcik, po oświadczeniu, że do czasu rekonstrukcji rządu w Londynie stronnictwo wstrzymuje swój udział w pracach Rady, opuścił posiedzenie. Postanowiono, że załatwiać sprawy bieżące będzie p.o. Delegata Rządu Stefan Korboński (Nowak), a na jego zastępców rekomendowano Franciszka Białasa z PPS i Józefa Kwasiborskiego ze Stronnictwa Pracy. Zażądano także, by rząd zatwierdził płk. Jana Rzepeckiego, delegata Sił Zbrojnych na Kraj, jako następcę gen. Okulickiego i zasugerowano, by ze względów prestiżowych awansowano Rzepeckiego do stopnia generała brygady.
17 maja 1945 Rada i p.o. Delegata Rządu Stefan Korboński wydali wspólną odezwę do Narodu Polskiego, w której głównie wyjaśnili, do czego zmierzają i czego się spodziewają władze podziemne. Odezwa stwierdzała między innymi: „...w przyszłości, w rezultacie pokojowych i przyjaznych stosunków, będzie można za zgodą Rosji Sowieckiej, w atmosferze wzajemnego zaufania podjąć na nowo próby chociażby częściowego naprawienia tych krzywd, jakie umowa w Jałcie wyrządziła Narodowi Polskiemu”. Odezwa wyrażała przekonanie, że zostanie utworzony Tymczasowy Rząd Jedności Narodowej w oparciu o prawdziwie demokratyczne stronnictwa i partie, a nie o samozwańców i despotów z Lublina „...na których spada odpowiedzialność za to, że ręka, która odtrąciła naszą przyjazną dłoń rozstrzeliwuje i kieruje na wygnanie najlepszych synów ojczyzny”. A dalej, że w utworzeniu tego rządu powinni wziąć bezwzględnie udział, podstępnie aresztowani w Pruszkowie, przywódcy podziemia, że należy przywrócić wolność słowa, prasy i stowarzyszeń oraz uchylić hitlerowski zakaz słuchania zachodniego radia. Odezwa apelowała do społeczeństwa o podjęcie konstruktywnej pracy przy odbudowie kraju, w przemyśle, handlu i rolnictwie z wyłączeniem pracy w administracji politycznej, propagandzie i służbie bezpieczeństwa. Apelowała do ludności, by nie dała się sprowokować i nie podejmowała zbrojnej walki.
Po utworzeniu Tymczasowego Rządu Jedności Narodowej RJN rozwiązała się i 1 lipca 1945 wystosowała Deklarację Rady Jedności Narodowej, w której zawarła przypomnienie celów wojennych Polski, politykę ZSRR wobec RP oraz Testament Polski Walczącej.

## Skład Rady Jedności Narodowej (marzec 1944)
W skład RJN, oprócz reprezentantów „grubej czwórki”, mieli w założeniu wejść także przedstawiciele mniejszych ugrupowań politycznych, duchowieństwa, ruchu spółdzielczego oraz mniejszości narodowych. Jednak miejsce zarezerwowane dla mniejszości do końca istnienia RJN pozostało nieobsadzone – wobec zagłady ludności żydowskiej oraz narastającej wrogości między Polakami a Ukraińcami, Białorusinami i Litwinami nie było żadnej reprezentatywnej dla mniejszości organizacji, która weszłaby w skład RJN.

### Komisja Główna
- przewodniczący – Kazimierz Pużak „Seret” (PPS)
- I zastępca – Józef Grudziński „Markiewicz” (SL)
- zastępca – Władysław Jaworski „Olza” (SN)
- zastępca – Franciszek Urbański „Rzewuski” (SP)
- sekretarz RJN – Bolesław Biega

### Członkowie RJN
- PPS: Tomasz Arciszewski (do lipca 1944), Zygmunt Zaremba „Smreczyński”
- SL: Józef Niećko, Kazimierz Bagiński
- SN: Zygmunt Berezowski „Oleśnicki”, Józef Milik „Ozima”
- SP: Jerzy Braun, Piotr Nowakowski
- duchowieństwo – Tadeusz Jachimowski „Budwicz”

Zmiany w składzie: Zygmunt Berezowski (SN) wyjechał do Londynu w kwietniu 1944; 12 czerwca 1944 zmarł Józef Milik (SN). W ich miejsce weszli w czerwcu Józef Hajdukiewicz „Ostachowski” (SN) i Mieczysław Jakubowski „Ozima” (SN).
Od 11 lipca 1944 w skład Rady weszli przedstawiciele Społecznej Organizacji Samoobrony:
- Eugeniusz Czarnowski „Czernik” (Zjednoczenie Demokratyczne)
- Jan Jacek Nikisch „Sielecki” (Organizacja „Ojczyzna”)
- Józef Krasowski „Bohusz” (Chłopska Organizacja Wolności Racławice)

### RJN we wrześniu 1944
W trakcie powstania warszawskiego 7 sierpnia zginął ksiądz Tadeusz Jachimowski, zaś 9 września zginął Józef Grudziński(wiceprzewodniczący RJN). Na jego miejsce powołano Kazimierza Bagińskiego „Biernacki”.
26 sierpnia 1944 zaprzysiężono nowych członków RJN:  Józef Chaciński „Rawita” (SP), Jan Dusza „Tamski” (SL), Wacław Tułodziecki „Baltazar” (PPS).
We wrześniu ponownie wyłoniono skład Komisji Głównej RJN. Przewodniczący Kazimierz Pużak, wiceprzewodniczący Kazimierz Bagiński (SL), Aleksander Zwierzyński (SN), sekretarz – Franciszek Urbański (SP). Członek Komisji Eugeniusz Czarnowski (ZD).

### RJN w 1945
26 marca 1945 w Pruszkowie aresztowano: Kazimierza Pużaka, Kazimierza Kobylańskiego, Aleksandra Zwierzyńskiego, Zbigniewa Stypułkowskiego, Józefa Chacińskiego, Franciszka Urbańskiego, Eugeniusza Czarnowskiego, Stanisława Michałowskiego, Kazimierza Bagińskiego, Stanisława Mierzwę.
3 maja 1945 r. ukonstytuowała się nowa Komisja Główna RJN w skład której weszli: Stanisław Wójcik (SL), Jan Matłachowski (SN), Zygmunt Zaremba (PPS), Józef Kwasiborski (SP) i Stanisław Wójcik (SL). Przedstawiciel Stronnictwo Ludowe „Roch” opuścił RJN w dniu 7 maja 1945 r. W ostatnim posiedzeniu rady 1 lipca 1945 r. udział wzięli: Zygmunt Zaremba (PPS), Jan Matłachowski (SN), Zygmunt Kapitaniak (ZD).